# La herencia de Flora
La herencia de Flora es una película peruana biográfica y de drama histórico de 2024. Es drigida por Augusto Tamayo San Román, quien escribió el guion a partir del guion original de Jimena Ortiz de Zevallos. Está protagonizada por Paloma Yerovi y Diego Bertie, quien además compuso una canción original como tema principal de la película, acompañados de los roles principales de Alberto Ísola, Gonzalo Revoredo, Joaquín de Orbegoso y Jimena Lindo. Se estrenó el 7 de marzo de 2024 en todos los cines peruanos.

## Sinopsis
Flora Tristán (Paloma Yerovi), una mujer valiente, escapa de los maltratos de su esposo en Francia para reclamar su herencia en el Perú. A pesar de la traición de su tío Pío Tristan (Alberto Ísola), descubre las injusticias sociales y la esclavitud. De regreso en Francia, se convierte en escritora y defensora de los derechos de obreros y mujeres. En su vida, experimenta el amor, incluso con Olympe Chodzko, pero elige renunciar al romance para dedicarse por completo a su lucha por la igualdad y la justicia. Su historia es un testimonio de valentía y dedicación a una causa mayor.

## Reparto
- Paloma Yerovi como Flora Tristán[6]
- Alberto Ísola como Pío Tristán[6]
- Diego Bertie como Capitán Chabrie[6]
- Gonzalo Revoredo como General Bernardo Escudero[6]
- Silvana Cañote como Aline Chazan Tristán[6]
- Milena Alva[6]
- Vania Accinelli
- Lucía Caravedo  como Carmen Piérola
- Jimena Lindo
- Gabriel Gonzales
- Joaquín de Orbegoso como Chazal[6]
- Marcello Rivera[6]
- Rodrigo Palacios
- Vasco Rodríguez como Baltazar de la Fuente
- Fernando Bakovic
- Graciela «Grapa» Paola
- Ana Cecilia Natteri[6]
- Mónica Sánchez como Francisca Zubiaga y Bernales «La Mariscala»
- Alfonso Santistevan[6]
- Vanessa Saba como Amantine Aurore Lucile Dupin de Dudevant «George Sand»
- Gianfranco Brero
- Ramón García[6]
- Bruno Odar como Doctor Benítez[6]
- Edwin Vásquez
- Valentina Saba
- Carolina Cano[6]
- Jesús Neyra
- Juan Carlos Pastor
- Nicolas Valdés
- Patricia Frayssinet
- Herbert Corimanya
- Alonso Cano
- Jefrie Fuster
- Claudia Berninzon

## Producción
La película comenzó su producción a finales de 2021 y el rodaje se extendió hasta mediados de 2022.
Las principales ubicaciones son Lima, Burdeos y Arequipa.